# Миллвуд (тауншип, Миннесота)
Миллвуд (англ. Millwood) — тауншип в округе Стернс, Миннесота, США. На 2000 год его население составило 986 человек.

## География
По данным Бюро переписи населения США площадь тауншипа составляет 107,3 км², из которых 100,9 км² занимает суша, а 6,4 км² — вода (6,01 %).

## Демография
По данным переписи населения 2000 года здесь находились 986 человек, 318 домохозяйств и 271 семья.  Плотность населения —  9,8 чел./км².  На территории тауншипа расположено 380 построек со средней плотностью 3,8 построек на один квадратный километр. Расовый состав населения: 99,80 % белых и 0,20 % афроамериканцев.
Из 318 домохозяйств в 41,8 % воспитывались дети до 18 лет, в 77,7 % проживали супружеские пары, в 3,5 % проживали незамужние женщины и в 14,5 % домохозяйств проживали несемейные люди. 12,3 % домохозяйств состояли из одного человека, при том 6,0 % из — одиноких пожилых людей старше 65 лет. Средний размер домохозяйства — 3,10, а семьи — 3,39 человека.
31,4 % населения младше 18 лет, 7,5 % в возрасте от 18 до 24 лет, 28,7 % от 25 до 44, 23,3 % от 45 до 64 и 9,0 % старше 65 лет. Средний возраст — 34 года. На каждые 100 женщин приходилось 114,3 мужчин.  На каждые 100 женщин старше 18 приходилось 116,0 мужчин.
Средний годовой доход домохозяйства составлял 46 071 доллар, а средний годовой доход семьи —  49 844 доллара. Средний доход мужчин —  32 692  доллара, в то время как у женщин — 22 619. Доход на душу населения составил 18 236 долларов. За чертой бедности находились 7,1 % семей и 8,0 % всего населения тауншипа, из которых 7,3 % младше 18 и 9,4 % старше 65 лет.